# Boerhavia alamasona
Boerhavia alamasona är en underblomsväxtart som beskrevs av Joseph Nelson Rose. Boerhavia alamasona ingår i släktet Boerhavia och familjen underblomsväxter. Inga underarter finns listade i Catalogue of Life.